# Contratos de Navegação
Contratos de navegação são responsáveis por colocar até onde vai a responsabilidade do exportador ou importador, pois mesmo quando  o exportador não for responsável pelo pagamento do frete, o mesmo irá ser responsável por sua contratação. Deverá, estar atento para vários pontos importantes, como a disponibilidade de veículo com capacidade e/ou espaço na embarcação de transportar a mercadoria de acordo com as condições acordadas com o importador, previsão do intervalo a ser gasto entre o embarque e a chegada da mercadoria, informações sobre a empresa de navegação contratada e preço do frete.
É de fundamental importância ambos(exportador/importador) estarem atentos as responsabilidades pelo pagamento do fretamento marítimo.

Modalidades de Contratação de Frete Marítimo
- Free in(FI) significa que o armador recebe a carga a bordo do navio, no porto de embarque, e a devolve, ao lado do navio, no porto de desembarque. Portanto, a despesa para colocação da carga a bordo do navio, estivada, pronta para o transporte, ocorre por conta do embarcador, já que o armador conforme conforme contratação firmou que o embarque não é de sua conta. Por outro lado, ele não disse que o desembarque não seria de sua conta, portanto se responsabiliza por ele.

- Free on(FO) é o contrario da anterior, portanto o armador recebe a carga ao lado do navio para embarque, e a entrega a bordo no destino, ficando a sua retirada por conta do consignatário.

1. ↑  http://www.kkfreight.com/free-in-free-out.html